# Alemany pennsilvanià
L'alemany de Pennsilvània (en alemany: Pennsilfaanisch-Deitsch, Pennsilfaani-Deitsch, en anglès: Pennsylvania German o Pennslvania Dutch, traduït literalment "neerlandès de Pennsilvània") és una varietat lingüística pertanyent a les llengües de l'alemany inferior occidental (en alemany, Westmittledeutsch) i que el parlen entre 300 i 350 mil persones a l'Amèrica del Nord. Actualment la majoria dels parlants pertanyen a les sectes amish i menonnites de l'antiga ordre; establerts a Pennsilvània, Ohio i Indiana, pel que fa als Estats Units i a Ontario, Canadà.
Una observació: la referència neerlandesa a Pennsylvania Dutch no és altra cosa que un equívoc lingüístic. En anglès el terme Dutch significa neerlandès mentre que Deutsch, o Deitsch en pronunciació dialectal significa alemany i als colonitzadors anglòfons Deitsch els sonava com Dutch.